# T-10
T-10 ili JS-10 je sovjetski teški tenk nastao nakon II. svjetskog rata.

## Razvoj
Nakon neugodnih iskustava s tenkom JS-4 čijih je 60.000 kilograma borbene mase bilo previše za tadašnje sovjetske ceste i mostove, te odustajanja od JS-7 zbog njegovih 68.000 kilograma, Crvena armija je zaključila da joj treba teški tenk čija borbena masa neće prelaziti 50 tona. Rad na novom projektu, označenom kao Objekt 730, dodijeljen je ponovno J. Kotinu. Novi tenk je dobio službenu oznaku JS-8. Razvoj novog tenka počeo je krajem 1948. a prvi je drveni model u razmjeru 1:1 dovršen iduće godine. Kao osnova uzet je tenk JS-3 na koji je postavljena nova kupola. Odmah je počela i izrada prvog prototipa koji je dovršen 1950. i uporabljen za tvornička testiranja. Prvih deset predserijskih tenkova dovršeno je u ljeto 1950. i na jesen iste godine poslano na testni poligon Kubinka. Nakon što su uočeni neki nedostaci tenk je ipak proglašen uspješnim te je predložena njegova serijska proizvodnja i uvođenje u operativnu uporabu.
Unatoč tome, a zbog potrebe niza izmjena i poboljšanja, serijska proizvodnja JS-8 nije nikad pokrenuta. Znatno izmijenjen i poboljšan tenk dobio je oznaku JS-9, ali ni on nije zadovoljio sve kriterije Crvene armije. Umjesto toga započeo je razvoj još naprednijeg JS-10. Pravi razlog za stalna odgađanja početka proizvodnje novog teškog tenka krio se u tome što je još od 1947. u masovnoj serijskoj proizvodnji bio tenk T-54 koji je po mnogim odlikama bio znatno napredniji od teških tenkova. U usporedbi s T-54 JS-8 i JS-9 nisu bili toliko napredni da bi se isplatila njihova serijska proizvodnja. Serijska proizvodnja JS-10 pokrenuta je tek 1952. godine. Kad je u ožujku 1953. Staljin umro nova sovjetska vlast odlučila je preimenovati i teške tenkove, koji su umjesto oznake JS (Josip Staljin) dobili oznaku T (Tip). Tako je JS-10 postao T-10.

## Karakteristike
Glavno naoružanje T-10 bio je top D-25TA kalibra 122 mm, koji nije bio bitno bolji od topa D-10T kalibra 100 mm koji se rabio na tenku T-54. Kako bi se povećala preciznost topa tijekom paljbe iz pokreta 1955. su proizvedena dva prototipa. Prvi je dobio oznaku Objekt 267 sp.1 te je rabio sustav za stabilizaciju topa po okomitoj osi. Objekt 267 sp.2 dobio je još napredniji sustav za stabilizaciju po dvije (okomitoj i vodoravnoj) osi. Nakon godine dana testiranja sustav s Objekta 267 sp.1 uporabljen je na novoj inačici T-10A (Objekt 730A). Od 1957. u serijskoj je proizvodnji bio još napredniji T-10B (Objekt 730B) koji je rabio unaprijeđen sustav s prototipa Objekt 267 sp.2. Osim toga T-10B je dobio ciljnički sustav T2S-29-14 i sustav za usmjeravanje paljbe PUOT-2 Grom. Kako bi se poboljšala paljbena moć, posebno u odnosu na T-54, razvijen je novi top M-62-T2 L/43 (2A17) kalibra 122 mm s petokomornom plinskom kočnicom na ustima cijevi i borbenim kompletom od 30 granata. Top je dobio stabilizaciju po dvije osi, ciljnik T2S-29-14 i sustav za usmjeravanje paljbe 2E12 Liven. Novi je tenk označen kao Objekt 272, a u serijsku je proizvodnju 1957. godine uveden kao T-10M. Tenk su opremili i aktivnim infracrvenim sustavom za noćno motrenje i sustavom za ABK zaštitu. Od 1963. svi su T-10M opremljeni OPVT sustavom za podvodni gaz koji je omogućavao prijelaz vodenih zapreka do dubine od pet metara. Od 1967. u naoružanje je uvedeno APS potkalibarno i kumulativno (HEAT) streljivo. Po procjenama zapadnih izvora s kraja osamdesetih godina prošlog stoljeća HEAT streljivo je imalo probojnost od 460 mm homogenog čeličnog oklopa na udaljenosti od 1000 metara. Serijska proizvodnja zaustavljena je 1966., a već 1967. počelo je povlačenje T-10 u postrojbe druge crte ili pričuvu. Zanimljivo je da je T-10 iz naoružanja povučen tek 1993. godine. Ruski izvori navode da T-10 nikada nije izvožen niti rabljen u oružanim sukobima.